# Кивалина (река)
Кивалина (англ. Kivalina River, эским. Kuveleek) — река в северо-западной части штата Аляска, США. В административном отношении протекает по территории боро Нортуэст-Арктик. Длина реки составляет 97 км.
Кивалина берёт начало на западе гор Де-Лонга и течёт преимущественно в юго-западном направлении. Впадает в лагуну Кивалина Чукотского моря, в 10 км северо-западнее города Кивалина.